# Escuela de Equitación del Ejército
La Escuela de Equitación del Ejército-La Molina o Club Hípico Militar de Equitación es una escuela e instalación ecuestre ubicada en el distrito de La Molina, en la ciudad de Lima, capital del Perú.
Albergó los Juegos Bolivarianos de 2013. Fue utilizado para equitación en los Juegos Panamericanos de Lima 2019. Y volverá a ser utilizado en los Juegos Panamericanos de 2027.